# Idioma eudeve
La lengua eudeve (también heve, hegue o dohema) es una lengua muerta del tronco uto-azteca. Esta lengua se hablaba en el estado de Sonora, México.
Dentro de las lenguas uto-aztecas forma parte del grupo taracahita de la división sonorense-mexicana. El ópata está estrechamente emparentado con el eudeve a tal punto que a veces se considera que son variantes de la misma lengua. De hecho actualmente los ópatas, al igual que sus vecinos, los jovas y los eudeves, los ópatas ya casi han desaparecido como unidad étnica diferenciada. 

## Clasificación
El Eudeve es una lengua taracahita que muestra un parentesco más cercano con el ópata a tal punto que algunos autores consideran que el eudeve y el ópata son variantes de una misma lengua. Probablemente el parentesto también fuera cercano con el jova y algo más distante con el tarahumara.

## Fonología

### Vocales
El siguiente cuadro muestra las vocales del eudeve.
|         | Anterior | Central | Posterior |
| ------- | -------- | ------- | --------- |
| Cerrada | i (ɨ)    |         | u         |
| Media   | e        |         | o         |
| Abierta |          | a       |           |

En la flexión es muy frecuente la pérdida de la vocal en la penúltima sílaba átona, ante una consonante que no sea h, esto se produe sobre todo en los nombres de la segunda declinación, ante los sufijos -ta y -te:
biká-t 'el cuchillo' (absolutivo) > bík-te 'del cuchillo' (genitivo)
Y también en los futuros verbales ante -ce:
hasé-n '(él) llega' > hás-ce '(él) llegará'

### Calidad de las vocales
Las cinco vocales pueden ser glotalizadas: [aʔa], [eʔe], [iʔi], [oʔo] y [uʔu]. La oclusión glotal también puede presentarse antes de vocal [ʔa], ej.: 'eerá "sangre". No se ha documentado que existiera diferencias entre vocales largas y breves, tal como sucede en otras lenguas utoaztecas. 

### Consonantes
El inventario consonántico de la lengua eudeve es el siguiente:
|           | bilabial | coronal | palatal | velar | labio- velar | glotal |
| --------- | -------- | ------- | ------- | ----- | ------------ | ------ |
| oclusiva  | p, b     | t, d    |         | k     | (bʷ)         |        |
| africada  |          | ʦ (tʃ͡)  |         |       |              |        |
| fricativa |          | s (ʃ)   |         |       |              | h      |
| nasal     | m        | n       |         |       |              |        |
| vibrante  |          | r (l)   |         |       |              |        |
| semivocal |          |         | j       |       | w            |        |

## Escritura
No se sabe si el eudeve tuvo una escritura antes de la conquista española, sin embargo al iniciarse la colonización comenzó también la notación de las lenguas indígenas al alfabeto latino. El padre Loaysa usó las siguientes letras:
| El abecedario eudeve de Loaysa | El abecedario eudeve de Loaysa | El abecedario eudeve de Loaysa | El abecedario eudeve de Loaysa | El abecedario eudeve de Loaysa | El abecedario eudeve de Loaysa | El abecedario eudeve de Loaysa | El abecedario eudeve de Loaysa | El abecedario eudeve de Loaysa | El abecedario eudeve de Loaysa | El abecedario eudeve de Loaysa | El abecedario eudeve de Loaysa | El abecedario eudeve de Loaysa | El abecedario eudeve de Loaysa | El abecedario eudeve de Loaysa | El abecedario eudeve de Loaysa | El abecedario eudeve de Loaysa | El abecedario eudeve de Loaysa | El abecedario eudeve de Loaysa | El abecedario eudeve de Loaysa | El abecedario eudeve de Loaysa | El abecedario eudeve de Loaysa | El abecedario eudeve de Loaysa | El abecedario eudeve de Loaysa | El abecedario eudeve de Loaysa |
| ------------------------------ | ------------------------------ | ------------------------------ | ------------------------------ | ------------------------------ | ------------------------------ | ------------------------------ | ------------------------------ | ------------------------------ | ------------------------------ | ------------------------------ | ------------------------------ | ------------------------------ | ------------------------------ | ------------------------------ | ------------------------------ | ------------------------------ | ------------------------------ | ------------------------------ | ------------------------------ | ------------------------------ | ------------------------------ | ------------------------------ | ------------------------------ | ------------------------------ |
| a                              | b                              | bu                             | c                              | ch                             | d                              | e                              | h                              | hu                             | i                              | m                              | n                              | o                              | p                              | qu                             | r                              | s                              | t                              | tz                             | u                              | v                              | vv                             | x                              | y                              | '                              |
| Valores fonéticos              |                                |                                |                                |                                |                                |                                |                                |                                |                                |                                |                                |                                |                                |                                |                                |                                |                                |                                |                                |                                |                                |                                |                                |                                |
| a                              | b                              | bʷ                             | k                              | t͡ʃ                             | d                              | e                              | h                              | w                              | i (ɨ)                          | m                              | n                              | o                              | p                              | k                              | r (l)                          | s                              | t                              | t͡s                             | u/w                            | b                              | w                              | ʃ                              | j                              | ʔ                              |

El siguiente cuadro muestra los fonemas y grafemas del eudeve usados en el estudio de esta lengua propuesta por Johnson y empleado también por Lionnet.
| El abecedario eudeve | El abecedario eudeve | El abecedario eudeve | El abecedario eudeve | El abecedario eudeve | El abecedario eudeve | El abecedario eudeve | El abecedario eudeve | El abecedario eudeve | El abecedario eudeve | El abecedario eudeve | El abecedario eudeve | El abecedario eudeve | El abecedario eudeve | El abecedario eudeve | El abecedario eudeve | El abecedario eudeve | El abecedario eudeve | El abecedario eudeve | El abecedario eudeve |
| -------------------- | -------------------- | -------------------- | -------------------- | -------------------- | -------------------- | -------------------- | -------------------- | -------------------- | -------------------- | -------------------- | -------------------- | -------------------- | -------------------- | -------------------- | -------------------- | -------------------- | -------------------- | -------------------- | -------------------- |
| A                    | B                    | (Bw)                 | C                    | D                    | E                    | H                    | I                    | K                    | M                    | N                    | O                    | P                    | R                    | S                    | T                    | U                    | W                    | (Y)                  | '                    |
| a                    | b                    | (bw)                 | c                    | d                    | e                    | h                    | i                    | k                    | m                    | n                    | o                    | p                    | r                    | s                    | t                    | u                    | w                    | y                    | '                    |
| Valores fonéticos    |                      |                      |                      |                      |                      |                      |                      |                      |                      |                      |                      |                      |                      |                      |                      |                      |                      |                      |                      |
| a                    | b                    | (bʷ)                 | t͡s (t͡ʃ)              | d                    | e                    | h                    | i (ɨ)                | k                    | m                    | n                    | o                    | p                    | r (l)                | s (ʃ)                | t                    | u                    | w                    | (j)                  | ʔ                    |

Notas
- Las consonantes ‹bw›, ‹y› y ‹'› no forma parte integral del abecedario eudeve pero sí se emplean para ciertas palabras.
- La consonante ‹c› /t͡s/, tiene el alófono /t͡ʃ/. Loaysa uso ‹tz› para el fonema /t͡s/ y <ch> para el fonema /t͡ʃ/.
- La consonante ‹s› /s/, tiene el alófono /ʃ/. Loaysa uso ‹x› para el fonema /ʃ/.
- La semiconsonante ‹w› /w/, tiene los alófonos /gw/ y /g/. Loaysa empleó ‹u›, ‹uh› o ‹vv› para este fonema.
- La consonante ‹r› /r/ tiene el alófono /l/.

## Gramática
El eudeve presenta características morfológicas similares a otras lenguas utoaztecas del norte de México:
- El nombre tiene una inflexión relativamente simple distinguiendo entre formas poseídas y formas no-poseídas. Las formas no-poseídas del nombre frecuentemente son diferentes para la función de sujeto, de objeto o de complemento nominal. El plural de los nombres se señala frecuentemente mediante reduplicación parcial de la primera sílaba.
- El verbo tiene una estructura claramente aglutinante, concordando en persona y número tanto con el sujeto como con el objeto.

La flexión nominal permite agrupar a las palabras en tres paradigmas o declinaciones que se resumen en el siguiente cuadro:
| Casos               | 1ª declinación | 2ª declinación | 3ª declinación |
| ------------------- | -------------- | -------------- | -------------- |
| Sujeto (nominativo) | ___            | -t             | ___            |
| Objeto (acusativo)  | -k             | -ta            | -i             |
| Complmento Nominal  | -ke            | -te            | -e             |

Muchos nombres de la segunda declinación acenturados en la última sílaba de la raíz, desplazan el acento a la sílaba anterior, y dado que la sílaba átona se pierde se obtienen patrones como: arí-t 'hormiga' (sujeto) / *ári-ta > ár-ta 'hormiga' (objeto); mecá-t 'luna' (sujeto) / *méca-ta > *méc-ta > mé-ta 'luna' (objeto).
Desde el punto sintáctico, el eudeve es una lengua con orden preferente SOV, núcleo final y por tanto adjetivo precede al nombre al que modifica, usa postoposiciones en lugar de preposiciones, etc.

## Léxico
El léxico registrado del eudeve fue registrado en varios trabajos, el primer documento es un Arte de la lengua hegue escrito por Balthasar Loaysa hacia 1662. Con posterioridad apareció otro arte anónimo del siglo XVIII o XVIII, Buckingham Smith, que usa un sistema diferente en el que se reflejan algunos cambios fonéticos respecto a la variedad estudiada por Loaysa.
En 1851 J. R. Barlett recogió un vocabulario en Ures (Sonora) de unas 160 palabras, de lo que el consideraba una variante de ópata que resultó ser de hecho eudeve. Posteriormente Roberto Escalante publicó un vocabulario compilado por Jean B. Johnson en 1940 en Tonichi, probando que la lengua del lugar no era el ópata como había creído Johnson sino el eudeve.
El hecho de que los documentos registrados abarquen casi 3 siglos permite reconcer algunos cambios que sufrió la lengua en su historia reciente.

## Texto muestra
El siguiente texto es el Padre nuestro traducido a la lengua eudeve presentado en la obra de un autor anónimo Arte y vocabulario de la lengua dohema, heve, o eudeva, editado por Pennington. Smith lo publicó también en su Grammatical sketch of the Heve language. Así mismo Pimentel presentó una versión analizada.
| 'Tamo Nóno' Tamo nóno, tevíctze catzí, amo canne teguá véhva vitzuateradauh. Tame kanne vená hásem amo quéidagua. Amo canne hinádocauh iuhtépatz éndauh, tevíctze endahtevén. Quécovi tamo bádagua óqui tame mic. Tame náventziuh tame pívidedo tamo canáde émca. Eín tamo ovi tamo náventziuhdahteven. Cana tótze diablo tatacóritze tame huétudenta. Nassa tame hipúr cadénitzevai. Amén. | Padre nuestro Nuestro Padre, que estás en el cielo. Tu nombre sea grandemente creído. A nosotros venga tu reino. Tu voluntad aquí en la tierra se haga, come se hace en el cielo. Nuestra comida cotidiana danosla hoy. Tennos lástima limpiandonos nuestros pecados, así como tenemos lástima á nuestros enemigos. No dexaras al Diablo, que nos hace caer en el pecado; mas guárdanos del mal. Amen. |